# Гельсингфорс (деревня)
Гельсингфорс — исчезнувшая деревня в Калачинском районе Омской области России. Входила в состав Орловского сельского поселения. Точная дата упразднения не установлена.

## География
Располагалась в 5,5 км к западу от села Орловка, на левом берегу реки Омь.

## История
Основана в 1861 году. В 1928 г. состояла из 21 хозяйства. В составе Староревельского сельсовета Калачинский район Омского округа Сибирского края.

## Население
В 1926 г. в деревне проживало 82 человека (40 мужчин и 42 женщины), основное население — финны.